# شاعر فلسفي
الشاعر الفلسفي هو كاتب شاعر يستخدم صور البلاغة الشعرية لاستكشاف موضوعات مشتركة في مجال الفلسفة خاصة تلك التي تدور حول اللغة: على سبيل المثال، فلسفة اللغة وعلم العلامات وعلم الظواهر وعلم التأويل والنظرية الأدبية والتحليل النفسي والنظرية النقدية. الشعراء الفلسفيون مثل المتصوفين يرتكزون من خلال المثل الأعلى ، على الشكل الواضح للموضوع من خلال وضع رموزه وصفاته جنبًا إلى جنب. إنهم يعتمدون على الحدس وتوافق الذوات بين حواسهم لتصوير الواقع. تتناول كتاباتهم الحقيقة من خلال الحقيقة والمجاز (أي الاستعارة ) في الأسئلة المتعلقة بمعنى الحياة وعلم الوجود ونظرية المعرفة وفسفة الجمال أو وجود الله.